# دوغ مالوري
دوغ مالوري (بالإنجليزية: Doug Mallory)‏ هو لاعب كرة قدم أمريكية أمريكي، ولد في 2 نوفمبر 1964 في بولينغ غرين في الولايات المتحدة.